# 平準法
平準法是在漢武帝時期使用的一個經濟措施，由桑弘羊提出。漢代朝廷在價低時先買入貨品、食糧、日用品等，會在高價時賣出去，有平定物價的功能。這些由平準官負責。在後來宋朝王安石變法時的市易法有類似功能。